# Ley de padrinazgo presidencial
La Ley 20.843 de padrinazgo presidencial es una legislación argentina que garantiza el padrinazgo del Presidente de la Nación en funciones al momento del nacimiento del séptimo hijo varón o la séptima hija mujer de una prole del mismo sexo.
Esta ley tiene sus raíces en la gran inmigración proveniente de Rusia y en la creencia de que el séptimo hijo varón es hombre lobo y la séptima hija mujer bruja.
En la Rusia zarista de Catalina la grande se otorgaba el padrinazgo imperial, que daba una protección mágica contra estos males y evitaba que los niños fueran abandonados. En 1907 Enrique Brost y Apolonia Holmann, un matrimonio de alemanes del Volga que se radicó en la Argentina, dio a luz a José Brost, su séptimo hijo varón en Coronel Pringles (Provincia de Buenos Aires). Debido a esto envían una carta al Presidente José Figueroa Alcorta para que lo apadrinara. Allí comienza la tradición que además le otorga al ahijado una beca asistencial para contribuir con su educación y alimentación.
El 28 de septiembre de 1974 María Estela Martínez de Perón convierte esta tradición en ley.
Análogamente, la provincia de Entre Ríos dictó el 24 de abril de 1984  el Decreto n.º 1335 MGJE (B.O.: 2 de mayo de 1984) reglamentando lo dispuesto por el entonces Gobierno Nacional de María Estela Martínez de Perón, donde la esposa del Gobernador a petición de parte interesada podía oficiar de Madrina Oficial de Bautismo. De igual manera que su contrapartida nacional, la Provincia de Entre Ríos mediante su padrinazgo no otorgaba algún tipo de beneficios ni tampoco creaba derechos de ninguna naturaleza.

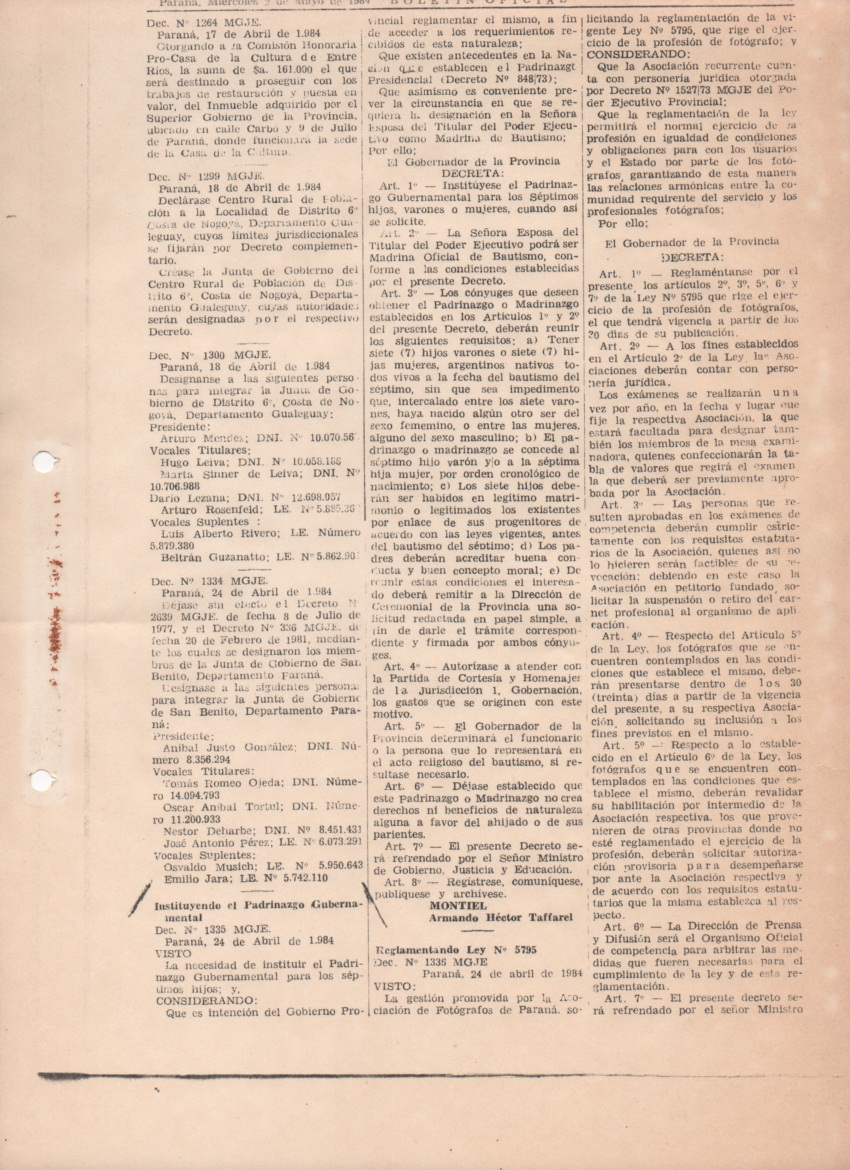
Decreto № 1335 MGJE de la Provincia de Entre Ríos, B.O.
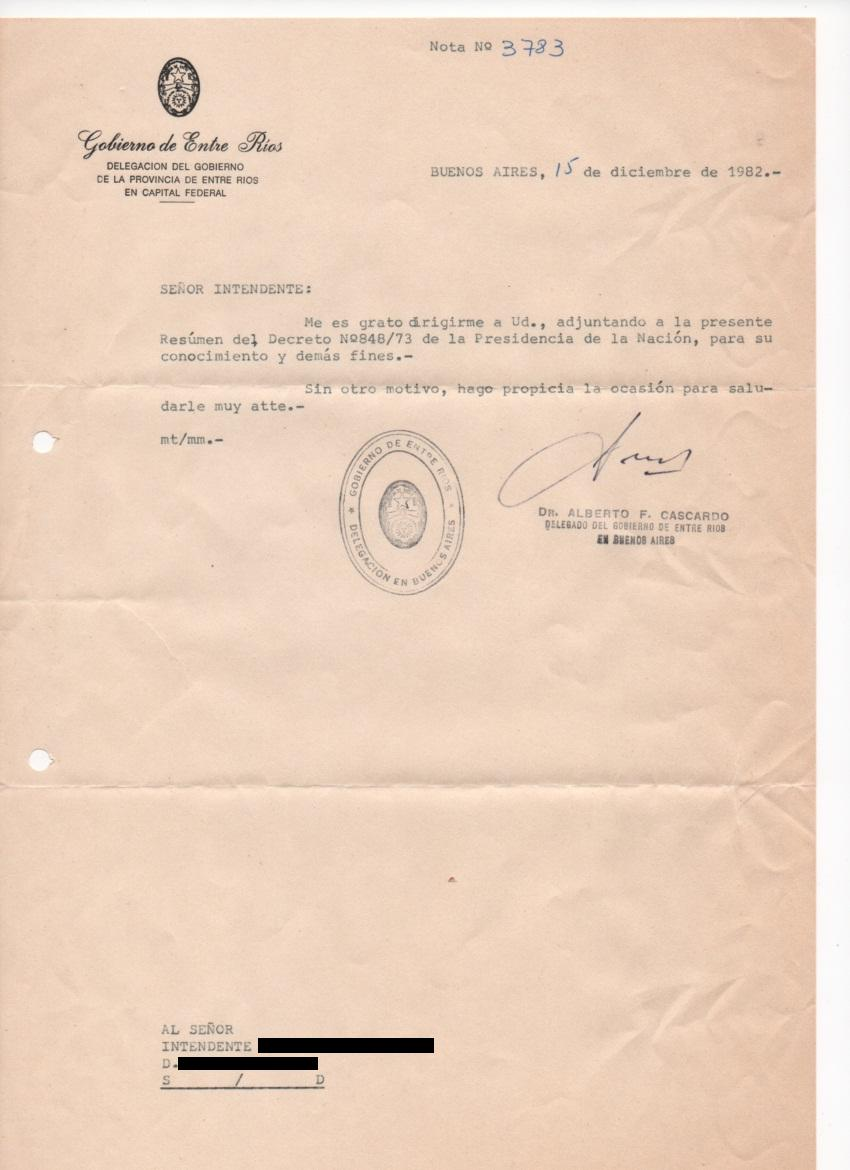
Comunicación Oficial a los Municipios del Decreto № 848/73.
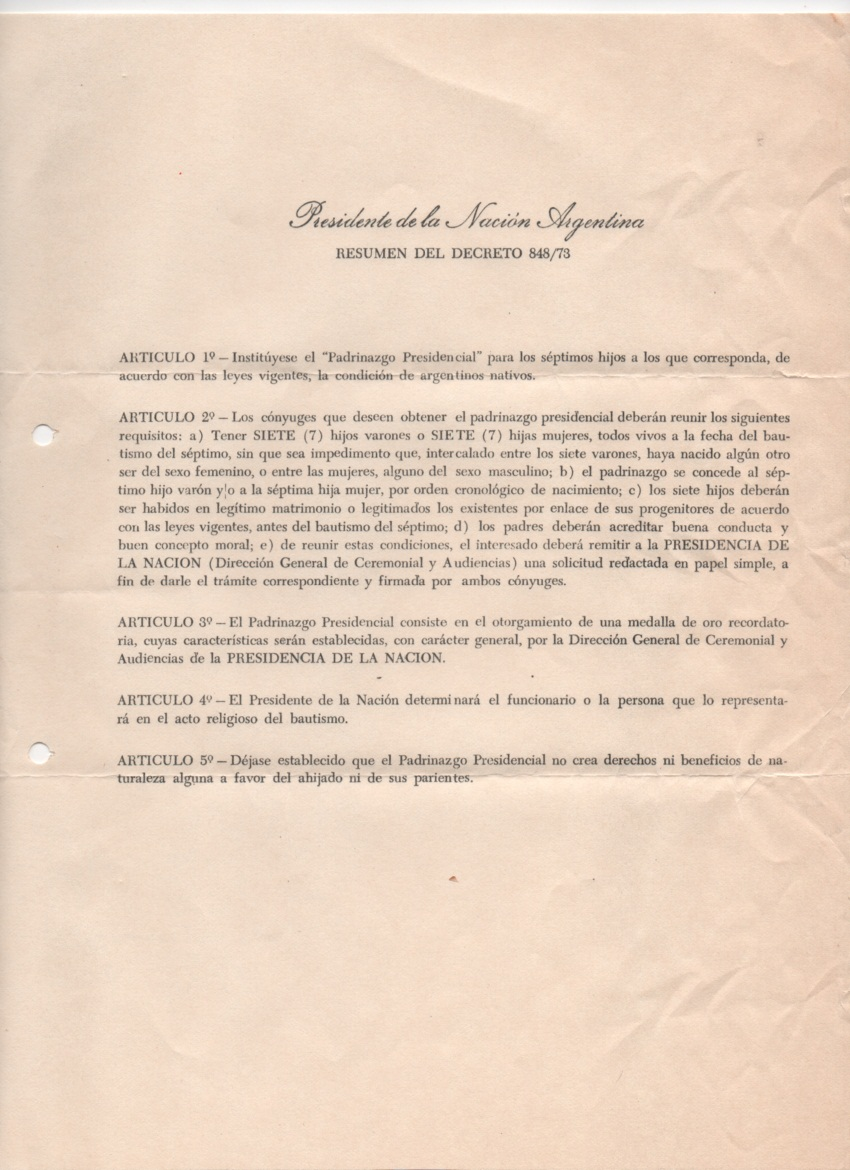
Resumen oficial del Decreto № 848/73 del Poder Ejecutivo Nacional, adjunto de la comunicación oficial.

## Maldición
En Argentina se inició esta tradición de origen ruso que se expandió a Paraguay en donde se mataban a los séptimos hijos por el miedo a que se conviertan en un Luisón (mito paraguayo de la mitología guaraní), de igual forma en Argentina también existía esa creencia en las provincias de Formosa y Misiones al igual el norte de Corrientes, según los guaraníes el séptimo hijo se convertiría en Luisón pero no que la séptima hija se convertiría en bruja ya que los guaraníes no sabían lo que era una bruja, por lo que esta creencia de las séptimas hijas habría provenido de Rusia